# Zabukovac
Zabukovac falu Horvátországban, Tengermellék-Hegyvidék megyében. Közigazgatásilag Novi Vinodolskihoz tartozik.

## Fekvése
A horvát tengerpart északi részének közepén, Novi Vinodolskitól 10 km-re délkeletre, a tengerparttól  6 km-re a hegyek között fekszik.

## Története
A falunak 1857-ben 57, 1910-ben 116 lakosa volt. 1920-ig Modrus-Fiume vármegye Novi járásához tartozott. Az 1960-as évek óta nincs állandó lakossága.

## Lakosság
| Lakosság változása | Lakosság változása | Lakosság változása | Lakosság változása | Lakosság változása | Lakosság változása | Lakosság változása | Lakosság változása | Lakosság változása | Lakosság változása | Lakosság változása | Lakosság változása | Lakosság változása | Lakosság változása | Lakosság változása | Lakosság változása |
| ------------------ | ------------------ | ------------------ | ------------------ | ------------------ | ------------------ | ------------------ | ------------------ | ------------------ | ------------------ | ------------------ | ------------------ | ------------------ | ------------------ | ------------------ | ------------------ |
| 1857               | 1869               | 1880               | 1890               | 1900               | 1910               | 1921               | 1931               | 1948               | 1953               | 1961               | 1971               | 1981               | 1991               | 2001               | 2011               |
| 57                 | 0                  | 104                | 136                | 116                | 116                | 107                | 114                | 77                 | 49                 | 14                 | 0                  | 0                  | 0                  | 0                  | 0                  |